# Tenhults herrgård

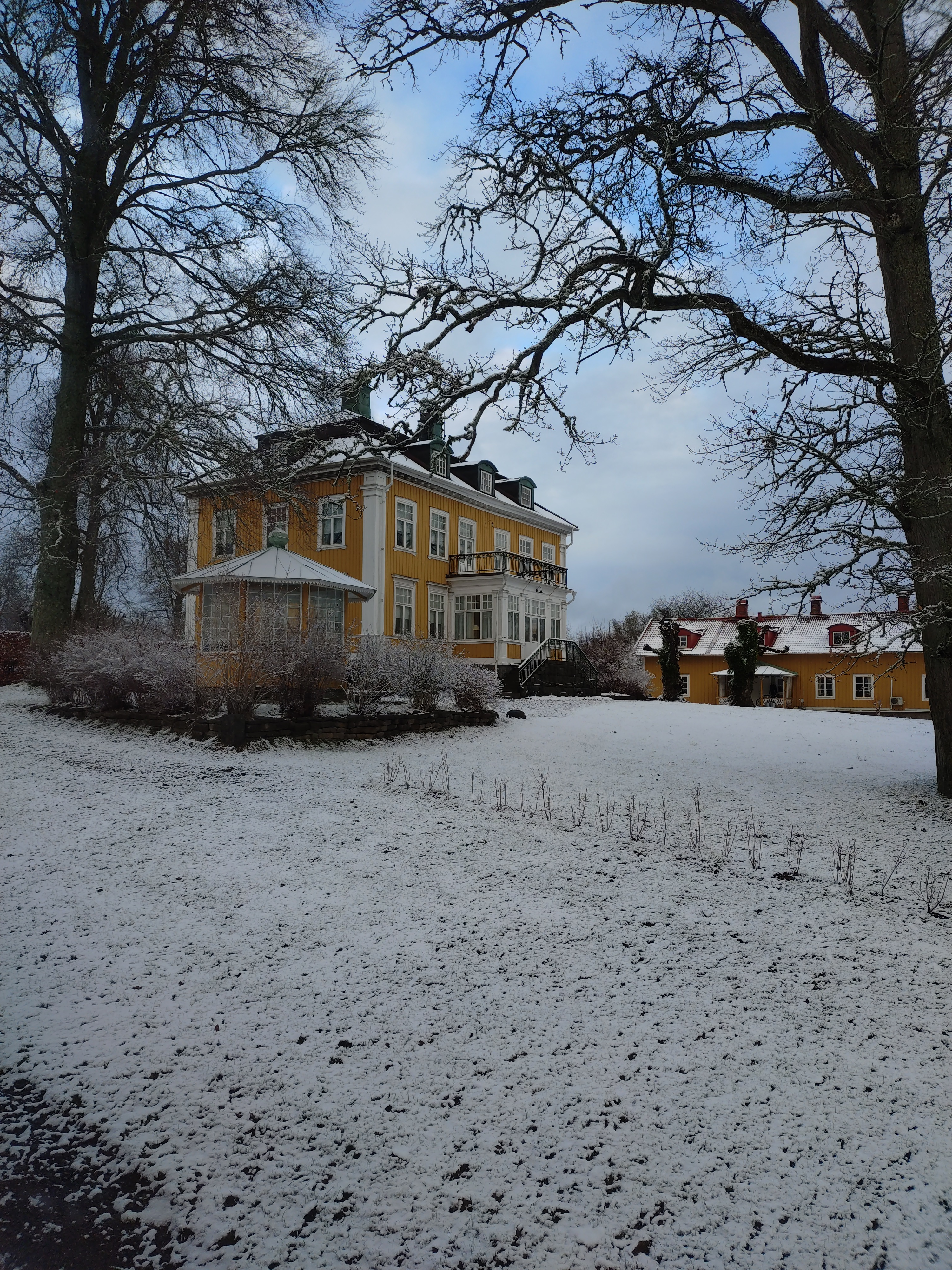
Huvudbyggnaden med trädgårdspaviljong i förgrunden

Tenhults herrgård är en herrgård i Rogberga socken i Jönköpings kommun utanför Tenhult vid Tenhultasjön.

## Historik
Tenhults herrgård var från början en by med två gårdar i Rogberga socken. Byn var redan i 1543 års jordebok delad i Östergård och Västergård, som båda var frälsehemman. Dessa förenades inte permanent under en och samma ägare förrän 1846. I början av 1600-talet bodde skogvaktaren Mickel Jönsson på Tenhult och under Kalmarkriget ledde han ett uppbåd av bönder i en attack mot en dansk trupp, som besegrades.
1846 köpte överstelöjtnanten Gustaf von Wernstedt båda gårdarna och förenade dem till en enhet. Från 1849 ägde och bebodde jägmästaren Henrik Sandblad Tenhults herrgård. Han tillhörde förvaltningsutskottet i Jönköpings läns hushållningssällskap 1858–1868. Sandblad hade ett gott anseende både som jordbrukare och som skogsman. I tal, skrifter och i skötseln av den egna gården ivrade han för skogens skydd och återväxt. I takterna kring Tenhultasjön kan man fortfarande se tyskgranar och bokskog som är resultat av Sandblads försök. 
Södra stambanan började byggas under 1800-talets andra hälft och färdigställdes 1864, då den sista delsträckan, Jönköping-Nässjö-Sandsjö, invigdes. Den station som skapades på marker som tillhört gården Tenhult blev kärna i det samhälle Tenhult som snabbt växte fram och fick namn efter gården. Järnvägen klyver den ursprungliga gården i två delar och huvuddelen av jordbruksmarken och ekonomibyggnaderna hamnade norr om järnvägen, medan huvudbyggnad och övriga bostadshus hamnade söder om järnvägen.
Från 1903 övertogs Tenhults herrgård av direktör Ernst Hartmann, ägare av  Krönleins Bryggeri i  Jönköping. Tillsammans sin hustru Laura Hartmann utvecklade han Tenhults herrgård till en mönstergård för jordbruk med inriktning på fjäderfä, trädgårdsodling samt som en sommaridyll enligt tidens mönster för den växande familjen. Den gamla mangårdsbyggnaden revs och fick 1904 lämna plats för nyuppfört corps de logi i eftertessinsk barockstil.  
På gården utvecklades parken och en omfattande trädgårdsodling anlades med växthus, frukt och bär. Vid stranden till Tenhultasjön anlades badhus, strand, trädgårdspaviljong, sjöpaviljong och en strandpromenad.  I parken byggdes också i början av 1900 talet en liten lekstuga från Gemla leksaksfabrik, beskriven av dotterdottern Elisabet Stavenow-Hidemark.

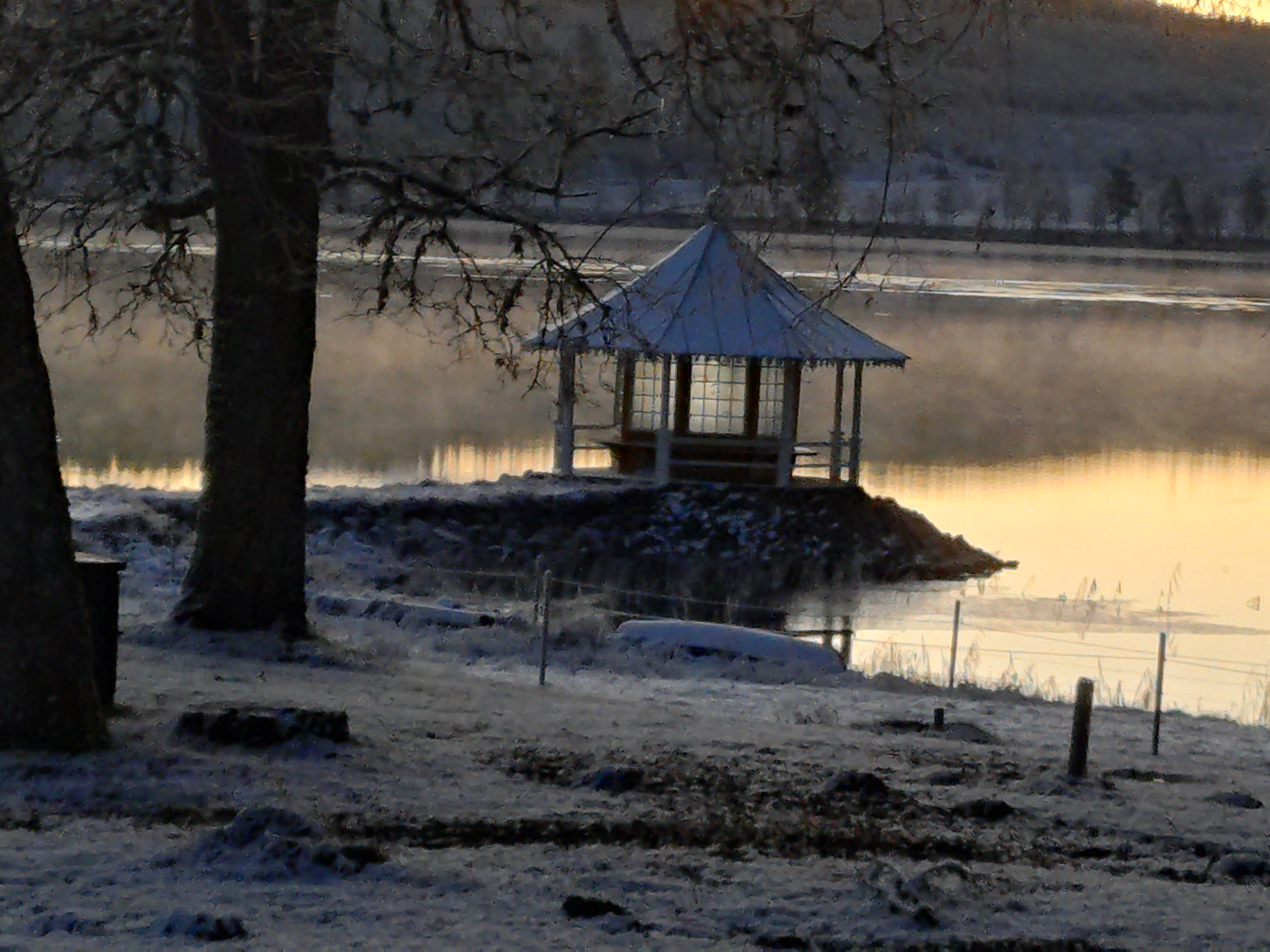
Sjöpaviljongen en vintermorgon då isen lägger sig

Allt eftersom tätorten Tenhult utvecklades, fick gården släppa till mer mark. Efter Laura Hartmanns bortgång 1971 övertogs gården i sin helhet av ett husföretag för exploatering. Efter en lång avstyckningsprocess i kombination med försämrade konjunkturer blev resultatet att inga hus byggdes utan att Jönköpings kommun köpte marken nord om järnvägen och marken kring Tenhultssjön, medan överläkaren Sven Lundberg med familj fick möjlighet att överta huvudbyggnaden med hus och park samt skogen.[källa behövs]